# Бьевиль-Кетьевиль
Бьеви́ль-Кетьеви́ль (фр. Biéville-Quétiéville) — коммуна во Франции, находится в регионе Нижняя Нормандия. Департамент коммуны — Кальвадос. Входит в состав кантона Мезидон-Канон. Округ коммуны — Лизьё.
Код INSEE коммуны — 14527.

## Население
Население коммуны на 2010 год составляло 319 человек.
| 1962 | 1968 | 1975 | 1982 | 1990 | 1999 | 2010 |
| ---- | ---- | ---- | ---- | ---- | ---- | ---- |
| 401  | 377  | 327  | 315  | 334  | 338  | 319  |

## Экономика
В 2010 году среди 227 человек трудоспособного возраста (15—64 лет) 182 были экономически активными, 45 — неактивными (показатель активности — 80,2 %, в 1999 году было 71,6 %). Из 182 активных жителей работали 165 человек (90 мужчин и 75 женщин), безработных было 17 (8 мужчин и 9 женщин). Среди 45 неактивных 8 человек были учениками или студентами, 15 — пенсионерами, 22 были неактивными по другим причинам.